# Sherlock és Watson
A Sherlock és Watson (eredeti cím: Elementary) 2012 és 2019 között bemutatott amerikai televíziós filmsorozat, melyet Arthur Conan Doyle Sherlock Holmes-könyvei alapján készítettek. Műfaját tekintve krimisorozat és drámasorozat. A sorozatot a CBS készíti és sugározza, az első évadot 2012. szeptember 17-től 2013. május 16-ig. 2013. március 17-én jelentették be a sorozat második évadját. Magyarországon a TV2 mutatta be 2013. január 26-án, később az AXN is műsorra tűzte. Az utolsó évadot a Sony Max mutatta be.

## Cselekmény
Sherlock Holmes korábban londoni nyomozó volt, aki szerelme halála után az alkoholhoz és a droghoz fordult. Hamarosan bevonult az elvonóra, de jómódú apja félt attól, hogy megint a droghoz nyúl, ezért felfogadott mellé egy orvost, dr. Joan Watsont, hogy ellenőrizze a fiút. Később ő lesz Sherlock társa New York-i nyomozásaiban, ahol Sherlock tanácsadóként vesz részt. Időközben nyomoz barátnője halála után is, akit, mint később kiderül, egy bizonyos Moriarty ölt meg.

## Szereplők
| Szereplő               | Színész          | Magyar hang        |
| ---------------------- | ---------------- | ------------------ |
| Sherlock Holmes        | Jonny Lee Miller | Rajkai Zoltán      |
| Dr. Joan Watson        | Lucy Liu         | Kökényessy Ági     |
| Tommy Gregson százados | Aidan Quinn      | Sörös Sándor       |
| Marcus Bell nyomozó    | Jon Michael Hill | Seszták Szabolcs   |
| Javier Abreu nyomozó   | Manny Perez      | Törköly Levente    |
| Dr. Richard Mantlo     | Dallas Roberts   | Harmath Imre       |
| Mycroft Holmes         | Rhys Ifans       | Rubold Ödön        |
| Gareth Lestrade        | Sean Pertwee     | Borbiczki Ferenc   |
| Kitty Winter           | Ophelia Lovibond | Törőcsik Franciska |
| Morland Holmes         | John Noble       | Kertész Péter      |

## Epizódok
| Évad | Évad | Részek száma | Részek száma | Eredeti sugárzás     | Eredeti sugárzás     | Eredeti adó | Magyar sugárzás    | Magyar sugárzás     | Magyar adó                         |
| Évad | Évad | Részek száma | Részek száma | Évadbemutató         | Évadzáró             | Eredeti adó | Évadbemutató       | Évadzáró            | Magyar adó                         |
| ---- | ---- | ------------ | ------------ | -------------------- | -------------------- | ----------- | ------------------ | ------------------- | ---------------------------------- |
|      | 1.   | 24           | 24           | 2012. szeptember 27. | 2013. május 16.      | CBS         | 2013. január 26.   | 2013. július 10.    | TV2                                |
|      | 2.   | 24           | 24           | 2013. szeptember 26. | 2014. május 15.      | CBS         | 2014. február 27.  | 2015. január 5.     | TV2 (1-13. rész) AXN (14-24. rész) |
|      | 3.   | 24           | 24           | 2014. október 30.    | 2015. május 14.      | CBS         | 2015. október 27.  | 2016. január 19.    | AXN                                |
|      | 4.   | 24           | 24           | 2015. november 5.    | 2016. május 8.       | CBS         | 2016. október 4.   | 2017. május 21.     | TV2                                |
|      | 5.   | 24           | 24           | 2016. október 2.     | 2017. május 21.      | CBS         | 2017. augusztus 1. | 2017. augusztus 31. | TV2                                |
|      | 6.   | 21           | 21           | 2018. április 30.    | 2018. szeptember 17. | CBS         | 2019. április 12.  | 2019. május 14.     | AXN                                |
|      | 7.   | 13           | 13           | 2019. május 23.      | 2019. augusztus 15.  | CBS         | 2020. június 2.    | 2020. június 18.    | Sony Max                           |